# جاستن ورلي
جاستن ورلي (بالإنجليزية: Justin Worley)‏ هو لاعب كرة قدم أمريكية أمريكي، ولد في 20 نوفمبر 1992 في روك هيل في الولايات المتحدة.